# 愛丁堡國際藝術節

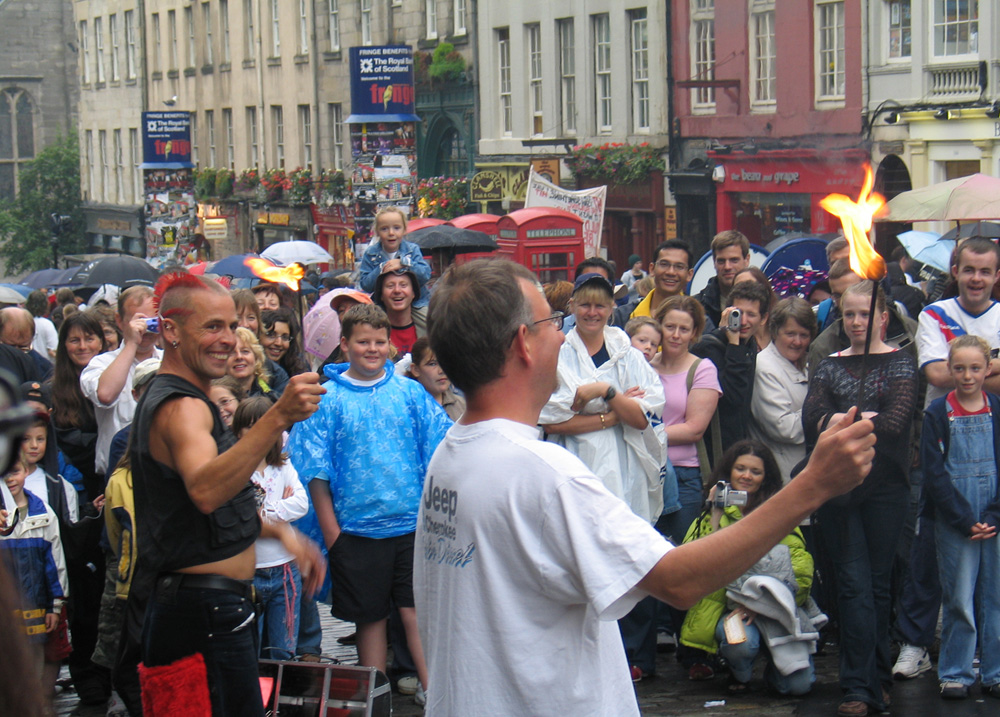
皇家一英里的街头表演

愛丁堡國際藝術節（英语：The Edinburgh International Festival ）於每年八月在蘇格蘭首府愛丁堡舉辦，創辦於1947年，和愛丁堡國際藝穗節在同一時期舉辦，為世界歷史最悠久、規模最大的國際藝術節之一。內容包括了歌劇、音樂、戲劇和舞蹈表演等各種藝術形式。当初创立这个艺术节的理念是“为当代艺术的繁荣提供舞台”，格林德伯恩歌劇節的总经理鲁道夫·宾（Rudolf Bing）和爱丁堡大学音乐教授亨利·伍德是共同创办者。宾考虑过多个英国城市，最终选定了爱丁堡作为艺术节的举办地。艺术节一开始以音乐为主，后来舞蹈、戏剧也成为重要的项目。

## 場地
- 愛丁堡劇場
- 亞瑟廳
- 愛丁堡節日劇院
- 愛丁堡國王劇院
- 女王大廳（英语：Queen's Hall）
- 皇家蘭心劇院
- 愛丁堡會議中心

## 外部連結
1. ↑  愛丁堡國際藝術節（ The Edinburgh International Festival ）
2. ↑  .   [2013-12-22]. （原始内容存档于2013-12-12）.